# Showdown in L.A.
Showdown in L.A. (Originaltitel: L.A. Takedown) ist ein US-amerikanischer Fernsehfilm des Regisseurs Michael Mann aus dem Jahr 1989.
Alternative Originaltitel des Films sind L.A. Crimewave und Made in L.A.

## Handlung
Der Gangster Patrick McLaren ist ein intelligenter Mann, der zum letzten Mal einen großen Bankraub plant, um sich danach zurückzuziehen. Der Cop Vincent Hanna ist ihm dicht auf den Fersen und besessen von dem Fall. Seine Freundin fühlt sich deshalb vernachlässigt. Der von seinen Kumpels rausgeworfene Waingro, der ebenfalls Beziehungsprobleme hat, arbeitet mit einem Versicherungsagenten zusammen, der wiederum ein Spitzel der Polizei ist. Als der Bankraub misslingt, kann nur Patrick fliehen. Kurz vor der Abreise ins sichere Neuseeland wird er erschossen.

## Bemerkungen
Basierend auf demselben Drehbuch inszenierte Regisseur Michael Mann später den starbesetzten und weitaus erfolgreicheren Kinofilm Heat (1995). Xander Berkeley, der in Showdown in L.A. Waingro spielt, hat in Heat die Rolle des Ralph.

## Kritik
Das Lexikon des Internationalen Films beurteilte den Film als „Routinierte Actionunterhaltung ohne übertriebenen Spannungsgehalt, die zeitweise allzu verwirrend mit dem umfangreichen Personenarsenal jongliert.“ Der US-Filmwissenschaftler Steven Rybin befand, dass der Film vor allem ein sichtbarer Beweis dafür sei, „wie ein episches Drehbuch auf dramatische Weise durch limitierte filmemacherische Ressourcen reduziert werden kann.“